# سامسونگ گلکسی آ۵۴ ۵جی
سامسونگ گلکسی آ۵۴ ۵جی (Samsung Galaxy A54 5G) یک تلفن هوشمند میان‌ردهٔ مبتنی بر اندروید است که توسط سامسونگ الکترونیکس به‌عنوان عضوی از سری گلکسی آ توسعه و تولید شده‌است. این دستگاه در ۱۵ مارس ۲۰۲۳ معرفی شد و در ۲۴ مارس ۲۰۲۳ منتشر و در دسترس قرار گرفت.

## طراحی

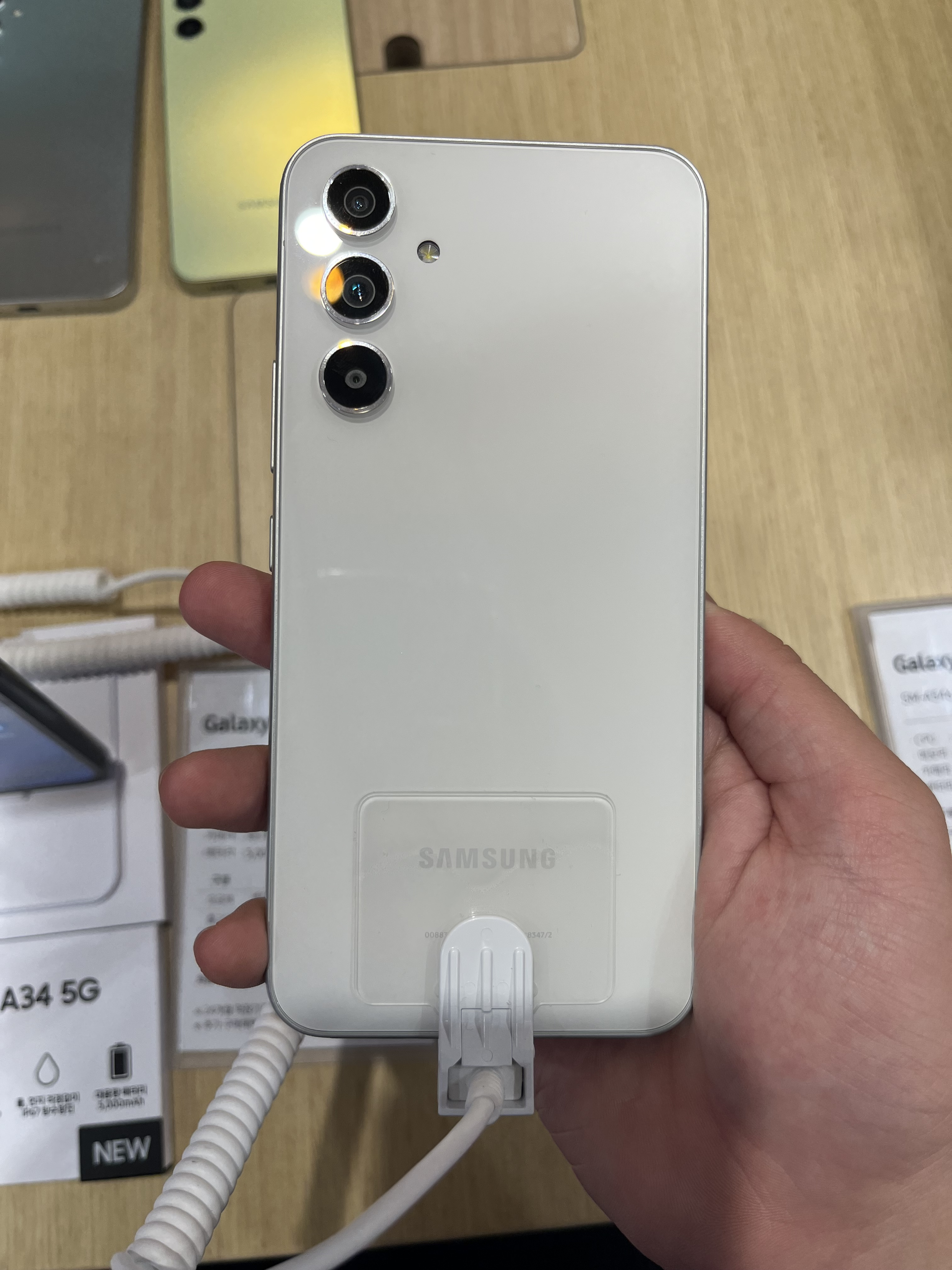
پشت سامسونگ گلکسی آ۵۴ ۵جی

جلو و پشت گلکسی آ۵۴ ۵جی از گوریلا گلس ۵ ساخته شده‌است. برخلاف شیشهٔ مات گلکسی اس ۲۳، پشت آن براق است. فریم دور این گوشی از پلاستیک مات ساخته شده‌است.
در سامسونگ گلکسی آ۵۴ ۵جی یک دوربین نسبت به نسل قبلی خود حذف شده‌است.
گلکسی آ۵۴ ۵جی مانند گلکسی آ۵۳ ۵جی، دارای جک صوتی ۳٫۵ میلی‌متری نیست. در مقایسه با مدل قبلی، صفحه نمایش ۰٫۱ اینچ کوچک‌تر شده و اندازهٔ آن ۶٫۴ اینچ است.
گلکسی آ۵۴ ۵جی بر اساس استاندارد IP67 در برابر رطوبت و گرد و غبار محافظت می‌شود.
در پایین آ۵۴ یک کانکتور یواس‌بی سی ۲، بلندگو و میکروفون وجود دارد. میکروفون و بلندگوی دوم در بالا و در کنار گوشی، یک شیار برای یک سیم‌کارت و یک کارت میکرو اس‌دی یا دو سیم‌کارت قرار دارد. در سمت راست نیز دکمه‌های تنظیم صدا و دکمهٔ قفل، پاور و اکشن این گوشی هوشمند قرار دارند.
Quantum 4 (SM-A546S)، یک مدل بومی‌سازی منتشرشده در کرهٔ جنوبی، دارای یک چیپست داخلی تولیدکنندهٔ شمارهٔ تصادفی کوانتومی (QRNG) است که توسط اس‌کی تلکام توسعه یافته‌است.
این گوشی هوشمند در ۴ رنگ گرافیتی (Awesome Graphite)، سفید (Awesome White)، بنفش (Awesome Violet) و لیمویی (Awesome Lime) به فروش می‌رسد.
| رنگ | نام         |
| --- | ----------- |
|     | گرافیت عالی |
|     | سفید عالی   |
|     | بنفش عالی   |
|     | لیمویی عالی |